# Дом Петровых
Дом Петровых (дом-кольцо, дом Устиновых) — памятник архитектуры. Расположен в Санкт-Петербурге, современный адрес дома — набережная реки Фонтанки, 92 (Гороховая улица, 59). Расположен на южной части Семёновской площади перед Семёновским мостом.
В начале XIX века был перестроен неизвестным архитектором для купца Устинова из двух небольших двухэтажных домов. Эта перестройка оформила ансамбль площади — идея оформления предмостных площадей на Фонтанке относится к 1760-м годам, ей занималась Комиссия о каменном строении Санкт-Петербурга и Москвы; в конце XVIII — начале XIX века реализовать идею удалось только у Семёновского моста, так как мешала частная собственность на земельные участки. Здание расположено симметрично «Глебову дому», так же лаконично оформлено.
Фасад четырёхэтажного жилого дома выходит на площадь, у него нет резко выделенных членений. В центральной части над проёмами ворот расположены трёхчастные окна, вписанные в арку, охватывающую два верхних этажа. Стены двух нижних этажей рустованы. Над окнами второго этажа расположены женские маски, у фронтонов третьего — гирлянды.
На участке дома в 1822 году зодчий И. И. Шарлемань построил круглый в плане корпус с круглым внутренним двориком; это первое и единственное круглое здание Санкт-Петербурга. В дворик ведут широкие арочные проёмы, фасад лишён декоративного убранства. Работы были завершены в 1827 году.
В середине XIX века дом стал принадлежать купцу Г. М. Петрову. В 1861 году к круглому дому была сделана трёхэтажная пристройка, в советское время уничтоженная.
В доме со времён постройки сохранились фрагменты оформления интерьеров; например, в одной из квартир вход оформлен в виде портала, четыре пилястры из искусственного розового мрамора и две свободно стоящие колонны держат антаблемент с небольшим карнизом. Сохранилась конструкция большинства лестниц, например, трёхмаршевая на сводах лестница с Гороховой улицы, у которой в средней опорной стене расположены полуциркульные ниши.
С мая и до осени 1827 года А. С. Пушкин навещал своих родителей, живших в этом доме.

## Галерея

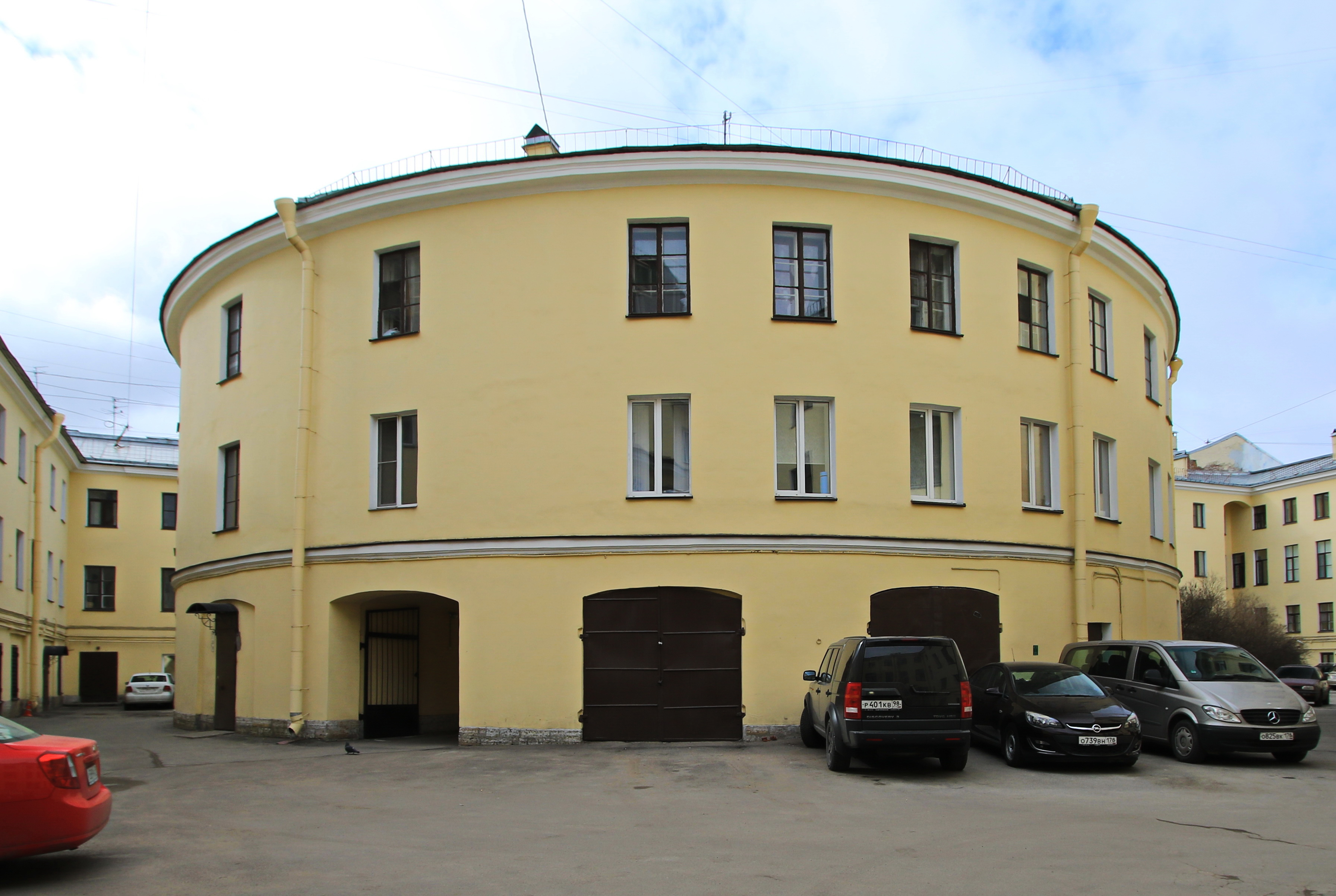
Круглый корпус в глубине участка дома
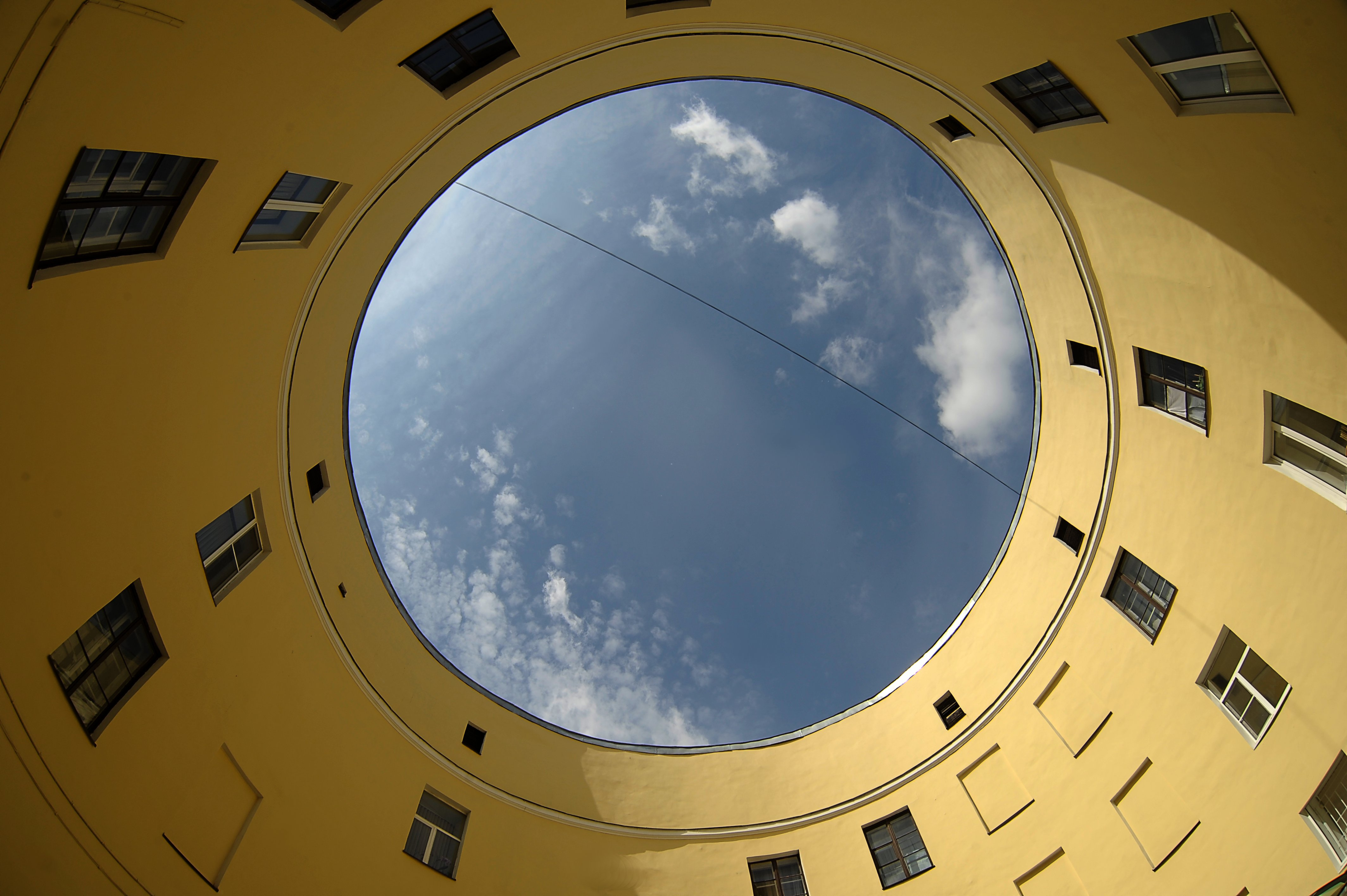
Вид из круглого двора круглого дома
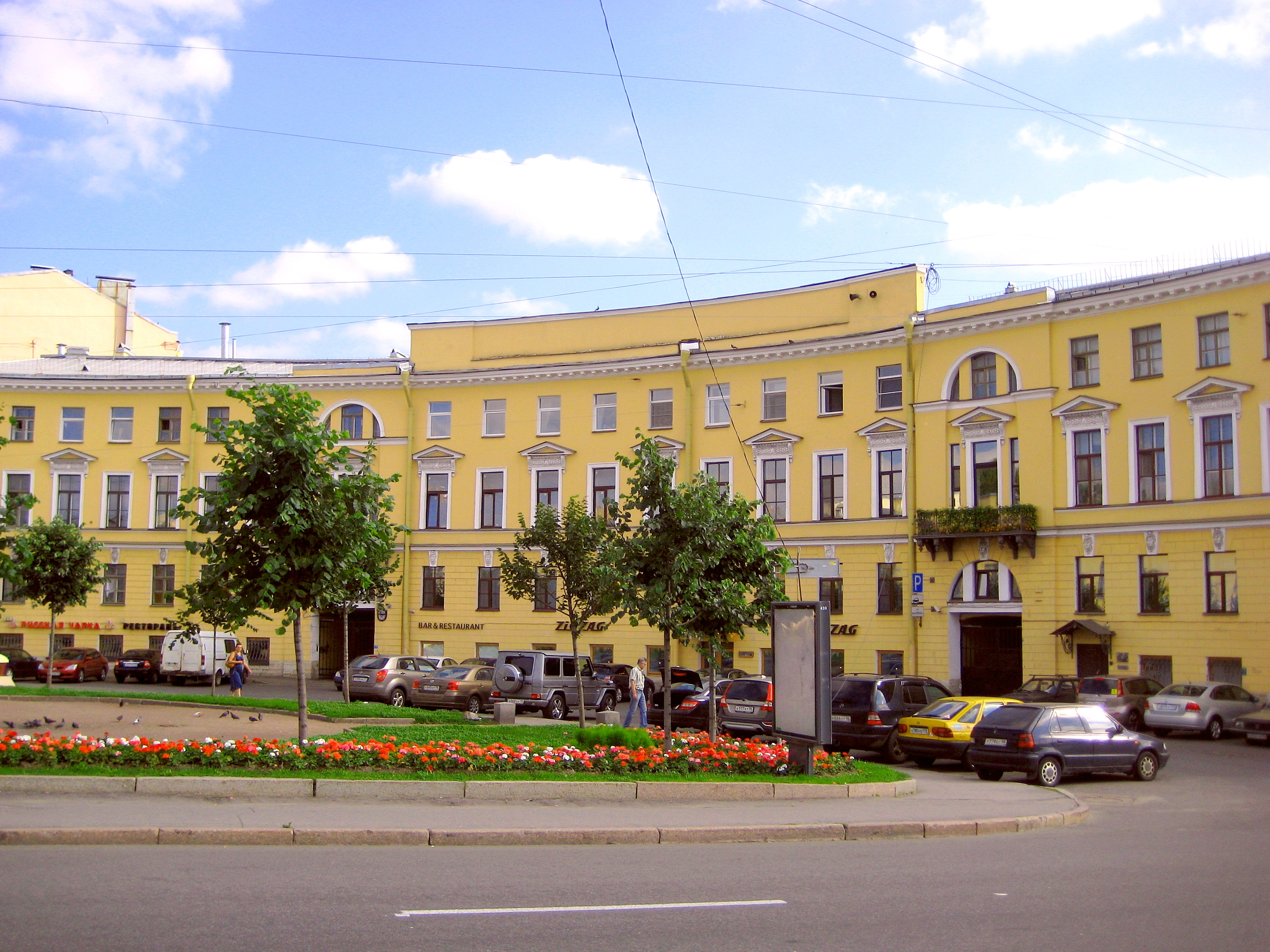
Фасад со стороны Семёновской площади